# Madejski Stadium
Madejski Stadium és un estadi de futbol i de rugbi situat a Reading, Anglaterra. És la seu del Reading Football Club, que pren el seu nom de l'expresident del club de futbol, John Madejski. Aquest estadi de 24.161 espectadors de capacitat es va obrir el 1998 per al Reading Football Club, després de la demolició del vell estadi Elm Park. L'estadi té quatre grades, Nord, Sud, Oest i Est. També és la seu del club de rugbi London Irish.